# 唐瑾 (顺治进士)
唐瑾（？—？），河南光州（今河南潢川）人，是一名清朝政治人物。进士出身。

## 生平
順治三年，登進士。曾于1646年接替杨之赋任嘉定县知县一职，1647年由高维乾接任。